# Joanna Jet
Joanna Jet (Londra, 18 dicembre 1961) è un'attrice pornografica e regista pornografica britannica, inserita nel 2015 nella AVN Hall of Fame.

## Biografia
Joanna Jet è nata e cresciuta a Londra ed è entrata nell'industria pornografica nel 2000, recitando in Brazen She-Males e Transsexual Beauty Queens 15. Ha fondato le sue due case di produzioni Altered State e Brazen Devil con le quali ha diretto oltre 70 scene. Ha scritto diversi articoli sulla rivista AVN, divenendone la prima editorialista transessuale. 
Nel 2006, a causa di problemi con il visto, è stata espulsa dagli Stati Uniti d'America ed è ritornata a Londra.
Nel 2015 è stata inserita nella Hall of Fame dagli AVN Awards.

## Riconoscimenti
- AVN Awards
  - 2015 – Hall of Fame - Video Branch[7]
- Tranny Awards
  - 2011 – Lifetime Achieviement Award[8]